# Uhorniki (rejon iwanofrankiwski)
Uhorniki (ukr. Угорники, Uhornyky) – wieś na Ukrainie, w obwodzie iwanofrankiwskim, w rejonie iwanofrankiwskim, w hromadzie Iwano-Frankiwsk.
Założona w 1440 roku.
W II Rzeczypospolitej miejscowość stanowiła do 1934 roku gminę jednostkową. 1 stycznia 1925 część Uhornik (cały obszar po zachodniej stronie Bystrzycy Sołotwińskiej) włączono do Stanisławowa. Od 1 sierpnia 1934 siedzibą zbiorowej gminy wiejskiej Uhorniki w powiecie stanisławowskim województwa stanisławowskiego.
22 sierpnia 2010 roku ukraińskie władze w obecności duchownych greckokatolickich, licznie zgromadzonej lokalnej społeczności oraz aktywistów partii politycznych, odsłoniły w miejscowości pomnik Stepana Łenkawskiego, urodzonego w Uhornikach. Pomnik zaprojektowany został przez Wasyla Wylszuka.
Wieś liczy około 2800 mieszkańców.